# 운 (위위)
운(雲, ? ~ ?)은 전한 후기의 관료이다. '운'은 이름자로, 성씨는 알 수 없다.

## 행적
영광 원년(기원전 43), 위위에 임명되었다.

## 출전
- 반고, 《한서》권19하 백관공경표(百官公卿表) 下

| 전임 왕접 | 전한의 위위 기원전 43년 ~ 기원전 37년? | 후임 파연수 |